# جويل دالي
جويل دالي (21 أغسطس 1934 - 22 أكتوبر 2020)، هو مذيع أخبار أمريكي، ولد في كليفلاند في الولايات المتحدة.